# 战争赔偿

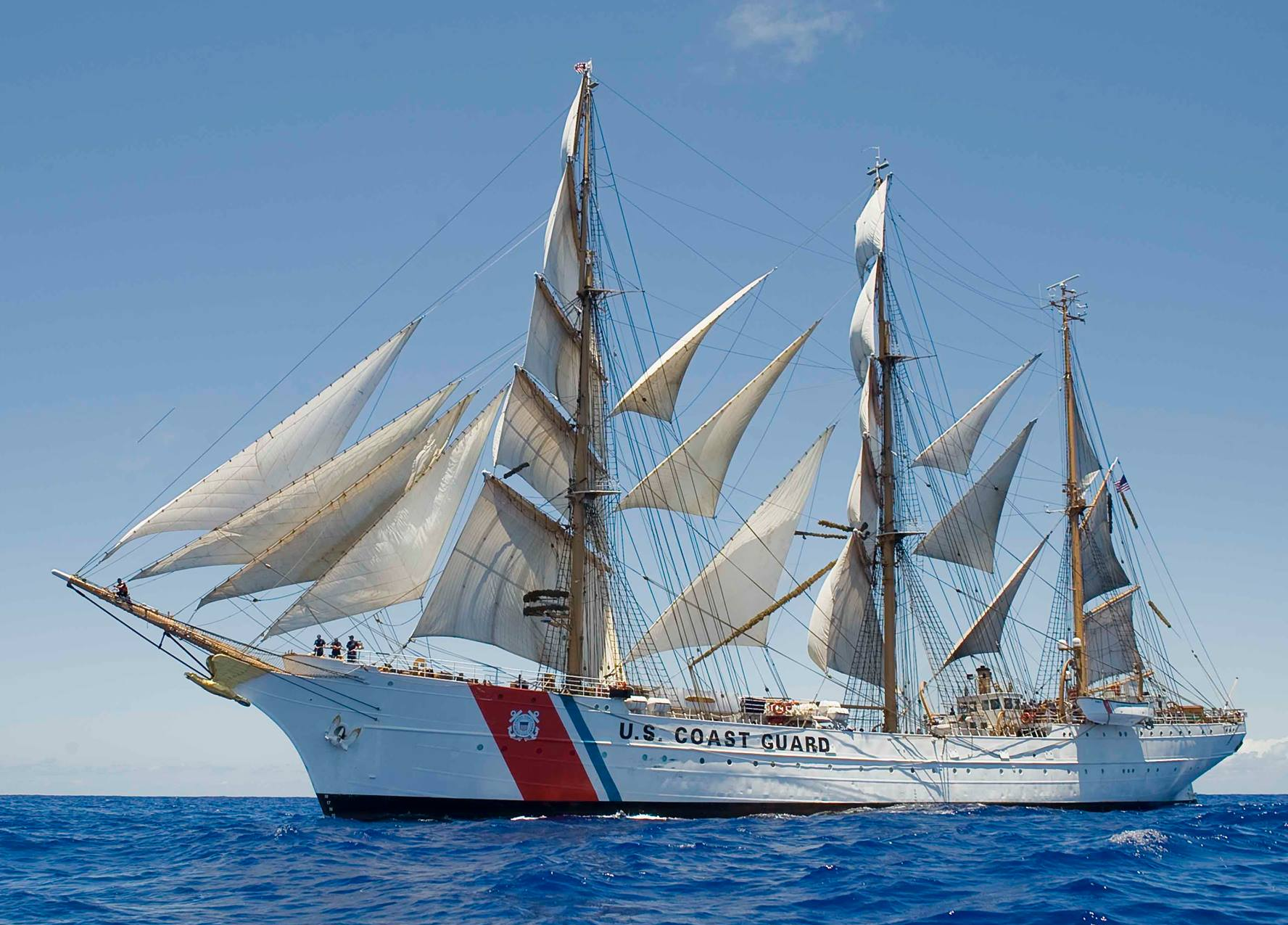
原本是納粹海軍的三桅訓練艦「霍斯特·威塞爾號」，這艘船在第二次世界大戰後成為美國的戰利品。經過改裝後，1946年5月15日加入美國海岸警衛隊，重新命名為「鷹號（ USCGC Eagle）」，目前仍在服役。

战争赔款（War reparations）是指战争结束后战胜方要求战败方做出的赔偿，其目的是对战争中造成的损害做出补救。通常，战争赔款包括变更所有者的货币和物品（如戰利艦），但不包括割让的土地。

## 历史
讓战败方支付戰爭賠款是一種由來已久的普遍做法。第一、第二次布匿战争中，罗马强迫迦太基支付大量赔款。近代知名的战争赔款有普法战争后法国向德国支付的赔款，甲午战争后中国向日本支付的赔款，八国联军之役后中国向十一国支付的赔款（庚子赔款），一战后德国向战胜国支付的赔款以及二战后德国向战胜国支付的赔款。
在現代的國際法體系中，曾嘗試將戰爭賠償編入如《國際刑事法院規約》和《聯合國關於受害者獲得補救和賠償的權利的基本原則》等國際法法典。一些學者認為，個人應該有權通過侵權法為其在戰爭中遭受到的錯誤損失尋求賠償。